# Entremés famoso sobre da pesca do río Miño
A Contenda dos labradores de Caldelas ('La contienda de los labradores de Caldelas, en castellano), más conocida como Entremés famoso sobre a pesca no río Miño o Entremés famoso sobre da pesca no río Miño (Entremés famoso sobre la pesca en el río Miño) es una pieza teatral de Gabriel Feijoo de Araújo de alrededor de 1671, que pasa por ser la primera escrita en gallego. El manuscrito está en la Biblioteca Nacional de España en Madrid. Fue descubierto por Fermín Bouza-Brey, quien le dio el título por el que es más conocido.
Tiene como tema uno de los muchos enfrentamientos que los habitantes de las dos orillas del río Miño mantenían por los derechos de pesca. En la pieza, un hidalgo portugués pretende saltarse la regulación tradicional haciendo dos lances (salida de los barcos pesqueros) por cada lance que hicieran los gallegos. Frente a él, el caballero Roleiro está dispuesto a impedirlo y ambos luchan en escena, saliendo campeón el gallego, que una vez solo en escena cuenta como es la batalla. Los espectadores saben que los portugueses son derrotados por el llanto que una portuguesa realiza en el escenario sobre el cadáver de su hombre. La obra termina con la reconciliación final entre los habitantes de las dos orillas y la celebración conjunta de una fiesta y de un baile.
Del autor de la contienda no se sabe nada más que debía de ser un habitante de la parte gallega, y lo más curioso de la obra es que presenta unas características que la diferencian bastante del entremés típico del teatro castellano de la época. Estas diferencias son tanto de carácter temático como formal. A estas alturas del siglo XVII el entremés está completamente codificado: eran piezas breves que representaban en los entreactos de las obras largas. Los personajes estaban caracterizados como arquetipos: el viejo usurero, el hidalgo orgulloso, la moza que busca marido, etc. Tenían como fin último la risa. La gesticulación y los golpes tenían un papel fundamental en el lenguaje dramático; nunca estaban localizados en un tiempo y en un espacio determinados, y admiten el caos social como algo que no se cuestiona y el espectador está siempre por encima de los personajes.
En la Contienda, sin embargo, el hidalgo sí que responde al arquetipo de orgulloso y mujeriego que presentaban los hidalgos de los entremeses, pero Roleiro no es el rústico tonto y, además, triunfa, de modo que hay subversión social. Además, la pieza está localizada en un tiempo y en una geografía concretas. Y el espectador se identifica con Roleiro. El autor marca además las diferencias sociales y el enfrentamiento, caracterizando al portugués con las hablas barrocas y amaneradas de los hidalgos y variantes fonéticas que le distinguen del hablar gallego. No es una obra bilingüe, sino que utiliza tres o cuatro signos ortográficos y variantes morfológicas para diferenciar las hablas de una y otra orilla. Tampoco en la métrica responde al esquema de entremés tipo, pues el autor utiliza el romance, quintillas, silvas y pareados endecasílabos, en tanto que el entremés utilizaba exclusivamente el romance.